# Mallerenga de Sichuan
La mallerenga de Sichuan (Poecile weigoldicus) és una espècie d'ocell passeriforme que pertany a la família dels Pàrids. Es troba al centre de la Xina.
Aquesta espècie era tractada anteriorment com una subespècie de la mallerenga capnegra europea (Poecile montanus). Va ser promogut a l'estatus d'espècie basant-se en una anàlisi genètica publicada el 2002. És monotípic: no es reconeix cap subespècie.